# C19H23N
化学式C19H23N（摩尔质量：265.4 g/mol）可能指：
- 1,2-二苯基乙基哌啶，CAS号：36794-52-2
- 2,6-二苄基哌啶，CAS号：5438-04-0

|  | 这个同类索引页列出了具有相同分子式的化学物（即同分異構體）条目。 除非您是有意链接至本页，否则应将相应条目的内部链接指向正确的条目。 |